# 파올로 베로네세
파올로 베로네세(Paolo Veronese, 1528년 ~ 1588년 4월 19일)는 이탈리아의 화가이다. 르네상스 시대의 화가로서 티치아노에게 큰 영향을 받아, 빈틈없는 구도와 화려한 색채의 장식화를 주로 그렸다. '베네치아파'를 대표하는 화가의 한 사람으로 꼽히며, 주요 작품으로 <성모의 대관>, <레비 가의 향연> 등이 있다.

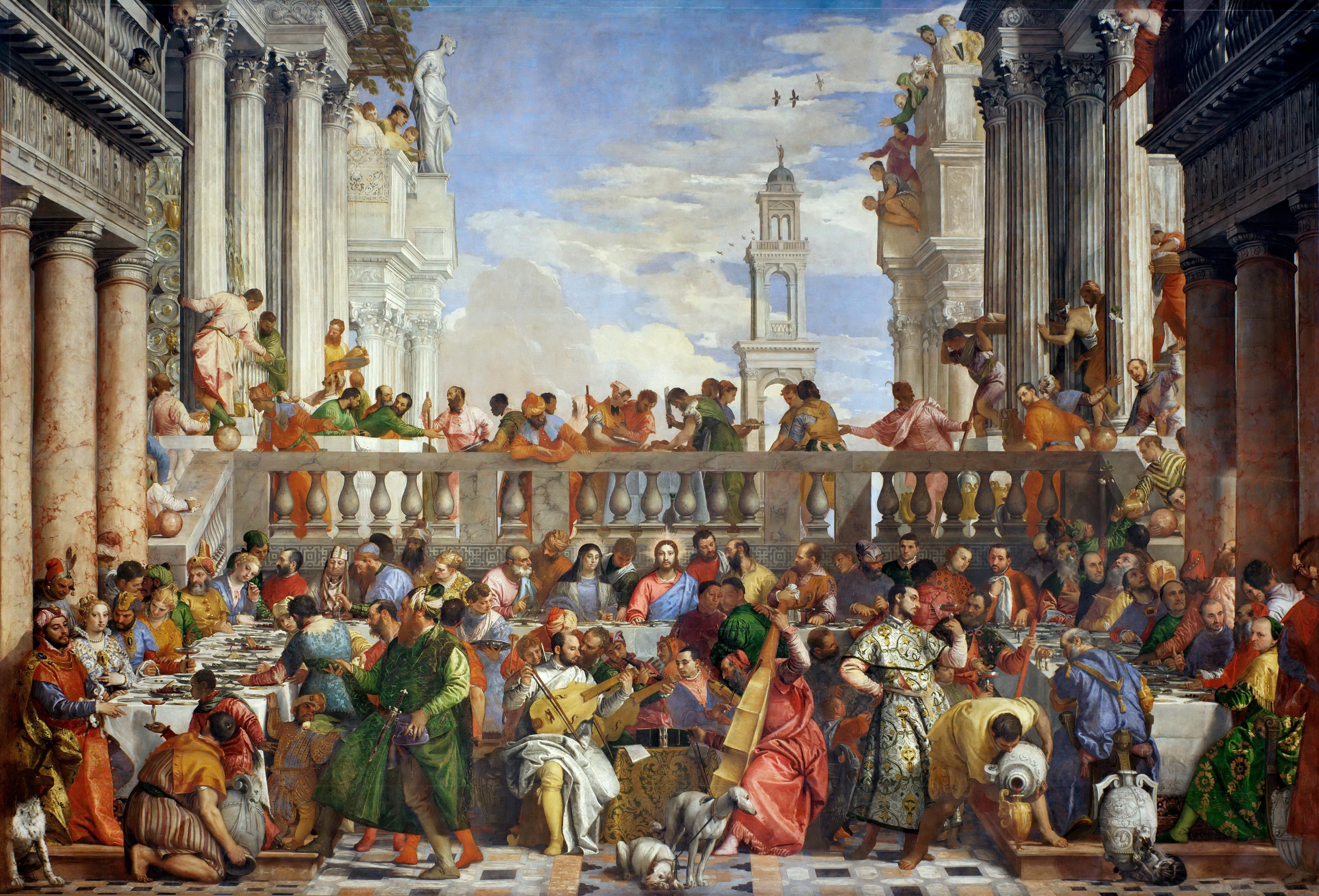
《카나의 결혼》, 1562–1563. 루브르

베로나에서 태어나 1553년 베네치아에 가서 티치아노의 작품을 익혔고, 1560년에는 로마에 가서 고대 로마의 장식화에 이끌린 그는 <카나의 결혼>(1563), <레비가(家)의 향연>(1573)과 같은 작품에 당시의 호화로운 베네치아의 연회를 묘사하였다. 그가 시대 역행적이었던 것은 정신적 내용보다도 미를 평가의 기준으로 하는 점이며, 당시의 엄격한 반종교개혁 운동의 시대에 있어서 성기 르네상스의 장중·화려한 양식을 그렸기 때문이었다.
총독 관저의 대회의장 천장 중앙에 그려진 만년의 <베네치아의 승리>는 동시(同市)의 수호여신이 구름 위에 있고, 아래의 발코니에는 신사 숙녀가 운집하여 있으며, 최하층에는 두 사람의 마상(馬上)의 기사가 버티고 서 있어, 현란하고 호화로운 장식무늬를 이루고 있다.

## 같이 보기
- 오리엔탈리즘